# بخش شاهدره
بخش شاهدره (اردو: ضلع شاہدرہ، هندی: शाहदरा ज़िला، پنجابی: ਸ਼ਾਹਦਰਾ ਜ਼ਿਲ੍ਹਾ، شاہدرہ ضلع، انگلیسی: Shahdara District) یک منطقهٔ مسکونی در هند است که در دهلی واقع شده‌است.